# موپرون
موپرون (به انگلیسی: Moperone) یک بوتیروفنون است که خواص ضدروان‌پریشی دارد.
موپرون با فرمول شیمیایی C۲۲H۲۶FNO۲ یک ترکیب شیمیایی با شناسه پاب‌کم ۴۲۴۹ است. که جرم مولی آن ۳۵۵٫۴۴۵۷۴۳ g/mol می‌باشد.